# Pelexia tovarensis
Pelexia tovarensis är en orkidéart som först beskrevs av Leslie Andrew Garay och Galfrid Clement Keyworth Dunsterville, och fick sitt nu gällande namn av Leslie Andrew Garay och Galfrid Clement Keyworth Dunsterville. Pelexia tovarensis ingår i släktet Pelexia och familjen orkidéer. Inga underarter finns listade i Catalogue of Life.